# Humberto Schiavoni
Humberto Luis Arturo Schiavoni (Posadas, 10 de julio de 1958) es un abogado, empresario y político argentino, perteneciente al Pro. Ocupó la Jefatura de Gabinete de la Nación por tres días en diciembre de 2001, cuando Ramón Puerta ocupó la presidencia provisional del Honorable Senado de la Nación en ejercicio del Poder Ejecutivo de Argentina, luego de la Crisis de diciembre de 2001 en Argentina. Desde 2017 es Senador Nacional por la Provincia de Misiones.

## Biografía

### Comienzos
Es hijo de Humberto Schiavoni, quien fuera ministro del Supremo Tribunal de Justicia y fiscal del Estado, y de Ángela Perié.
Completó sus estudios primarios en la Escuela N°3 Domingo Faustino Sarmiento de la ciudad de Posadas, la secundaria en el Colegio Nacional N°1 de Posadas y Nuevo Instituto Argentina 2000. Se graduó de abogado en la Universidad de Buenos Aires. Mientras cursaba sus estudios universitarios creó junto a otros compañeros una agrupación estudiantil llamada Unión Nacional de Estudiantes.
En 1983 regresa a Misiones luego de graduarse y comienza a militar en el Movimiento de Integración y Desarrollo (MID), junto a dirigentes como Mercedes Marcó del Pont.

### Funcionario provincial en Misiones
El MID, del que Schiavoni formaba parte, se presentó a elecciones a gobernador de la provincia en un frente con el Partido Justicialista. En 1987 la fórmula Julio César Humada (PJ) - José Piro (MID) gana la elección y dos años después Schiavoni es designado Subsecretario de Economía.
Tras el fallecimiento de Piro el MID comienza a perder peso en la provincia. Las siguientes elecciones (1991 y 1995) también son ganadas por el PJ, con Ramón Puerta como candidato. Bajo el gobierno de Puerta, Schiavoni se integra al justicialismo y ejerce como Ministro de Economía. Durante su gestión se privatizó el Banco de la Provincia de Misiones y el Instituto Provincial del Seguro. Recibió críticas por el aumento de la deuda pública.
A principios de la gobernación de Carlos Rovira se desempeñó como Ministro Coordinador del Gabinete provincial.
El 21 de diciembre de 2001, tras la renuncia del presidente Fernando de la Rúa, fue designado por su sucesor, Ramón Puerta, como Jefe de Gabinete, durando en ese cargo hasta el día 23, día en que Puerta abandona el Poder Ejecutivo Nacional.
Con la asunción de Eduardo Duhalde como presidente provisorio de la Nación, Schiavoni es designado presidente del Ente Binacional Yacyretá, cargo que ocupa entre 2002 y 2003.
Entre 2005 y 2007 fue elegido Concejal de la ciudad de Posadas  y presidió la Comisión de MERCOSUR e integración regional. 

### Propuesta Republicana
Luego de la elección de Mauricio Macri como Jefe de Gobierno de Buenos Aires en 2007, Schiavoni es convocado para hacerse cargo de la Corporación Buenos Aires Sur S.E., cargo que ocupa hasta 2015.
En 2010 es elegido como jefe de campaña para la campaña de Macri para 2011, que finalmente no tendría lugar debido a la decisión de presentarse a la reelección en la ciudad de Buenos Aires. Schiavoni conocía a Macri desde 1992 a través de Ramón Puerta.Desde 2012 ejerció cómo presidente del Pro a nivel nacional. Como presidente del partido fue encargado de extender la presencia del Pro a las provincias en las cuales aun no había estructura.[cita requerida]
Tras la asunción de Macri como presidente de la Nación, Schiavoni es designado nuevamente frente al Ente Nacional Yacyretá.

### Corporación Buenos Aires Sur
Fue designado presidente de la empresa pública Corporación Buenos Aires Sur propiedad del gobierno porteño por Mauricio Macri. Durante su gestión se dio una toma de tierras en Buenos Aires donde, según investigaciones del juez Roberto Gallardo, existían elementos documentales para vincular a funcionarios intermedios de la Ciudad  
de Buenos Aires con los líderes de las tomas de predios, entre ellos Miguel Ángel Rodríguez persona que dirigió la toma del Parque Indoamericano. Rodríguez tras pasar por el Instituto de Vivienda de la Ciudad fue designado en la Corporación Buenos Aires Sur por Shiavoni. También se mencionó la relación de Schiavoni con otros punteros barriales vinculados al PRO, como Maximiliano Sahonero puntero encargado de manejar las cooperativas de la villa 31 y presidente de la Juventud del PRO.
Según diferentes medios  Schiavoni contrató dos empresas misioneras para hacer viviendas en Villa Soldati donde se denunciaron sobreprecios a través de la empresa Mercado que ganó la licitación y que estaría vinculada al político misionero radical Enrique Nosiglia.
Durante su gestión se inició la licitación de los predios de Casa Amarilla, los cuales fueron adjudicados en 2016 por Karina Spalla -sucesora de Schiavoni- al Club Boca Juniors por 180.600 millones. Parte de los terrenos fueron adjudicados a personas vinculadas a la barrabrava de Boca Juniors, al gerente general del IVC y legislador del PRO Ivan Kerr. Entre los adjudicatarios se encontró gran cantidad de barrabravas del club Boca Juniors y familiares de funcionarios porteños.
En 2016 el titular de Canal 4 de Posadas, Carlos Valenzuela, denunció penalmente a Mauricio Macri, María Eugenia Vidal, y a Miguel Ángel Godoy, por el supuesto cobro de 700 millones de pesos en concepto de pauta publicitaria que asegura nunca recibió sosteniendo que la “maniobra” guardaba relación con su antigua sociedad con Ramón Puerta a quien involucró junto a Humberto Schiavoni, presidente del Pro nacional.

### Senador nacional (2017-actualidad)
En octubre de 2017, es electo como senador nacional por la provincia de Misiones por el Frente PRO para el período 2017-2023. Presidió el bloque PRO en el Senado Nacional. Siendo autor de:
- Fue el único senador que votó en contra de la Ley de Respuesta Integral al VIH el 30 de junio de 2022.
- Ley de Fortalecimiento de la Justicia Federal con asiento en las provincias.
- Ley de Transparencia en la Facturación de Servicios Públicos Esenciales, buscando diferenciar en la factura de los servicios los cargos esenciales de cualquier otro ajeno al servicio.[16]

Entre otras actividades en el Senado, Schiavoni organizó dos eventos enfocados a temáticas de la provincia:
- Misiones: Arte y Naturaleza[17]
- Centenario de la ciudad de El Dorado[18]

En 2019 se presenta como candidato a gobernador de la provincia de Misiones por Cambiemos en una fórmula junto al radical Luis Pastori. En las elecciones el binomio queda en segundo lugar, 55 puntos por detrás de la fórmula ganadora encabezada por Oscar Herrera Ahuad.